# مرکز خرید جواهیر

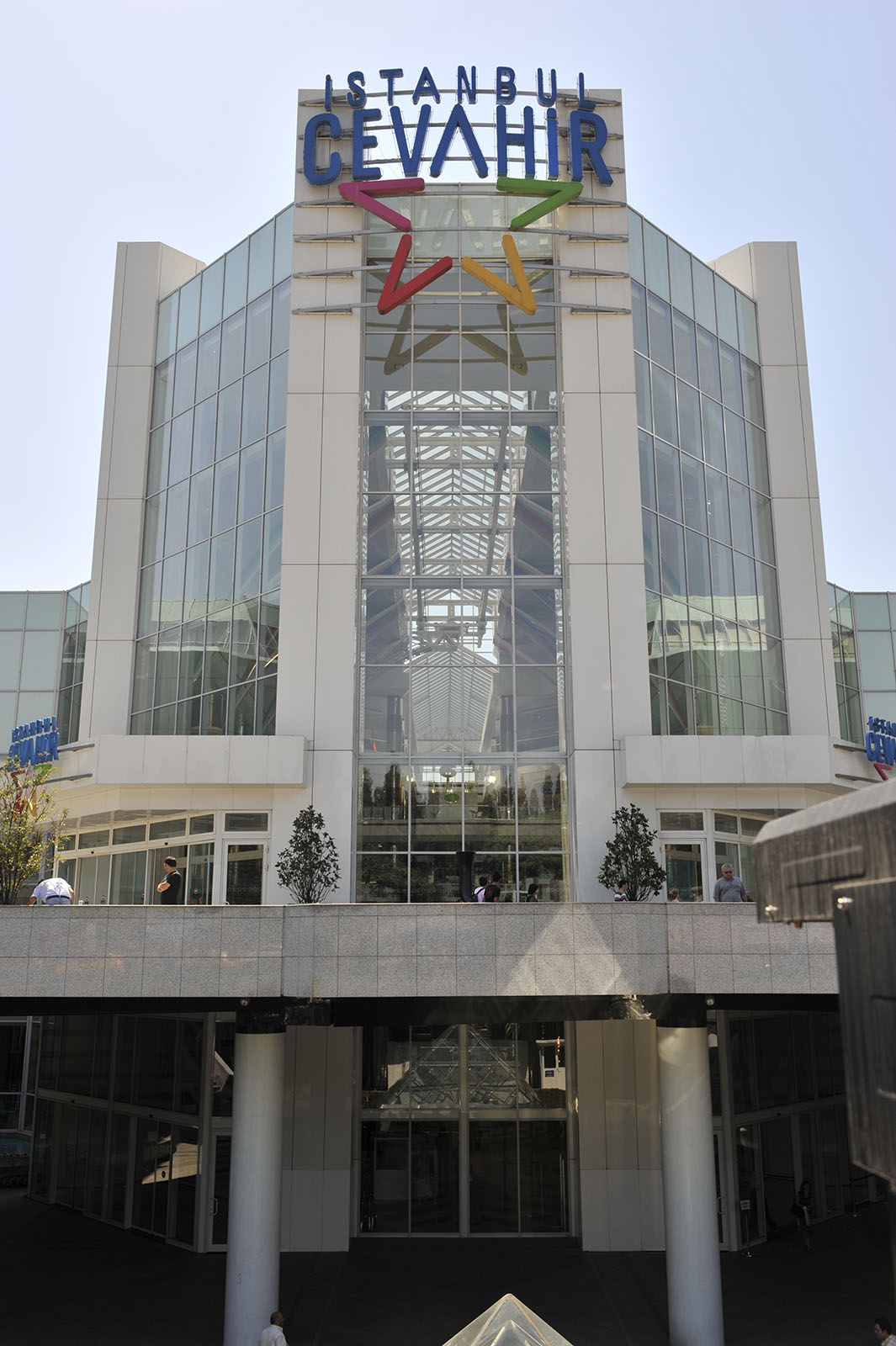
نمای بیرونی مرکز خرید جواهیر

استانبول جواهیر  (به ترکی: İstanbul Cevahir Alışveriş Merkezi)، همچنین به عنوان مرکز فرهنگ و تجارت شیشلی (Şişli Kültür ve Ticaret Merkezi)، یک مرکز خرید و سرگرمی مدرن واقع در خیابان Büyükdere در منطقه شیشلی استانبول است. استانبول جواهیر که در ۱۵ اکتبر ۲۰۰۵ افتتاح شد، بزرگ‌ترین مرکز خرید اروپا از نظر مساحت ناخالص قابل اجاره بین سال‌های ۲۰۰۵ تا ۲۰۱۱ بود و یکی از بزرگ‌ترین مراکز خرید در جهان است.
فاصله مرکز خرید جواهر با میدان تکسیم ۳٫۵ کیلومتر و فاصله با فرودگاه «صبیحا گوکچن» ۴۰ کیلومتر است. همچنین این مرکز خرید با فرودگاه جدید استانبول حدود ۳۶ کیلومتر فاصله دارد.
ساعت کاری مرکز خرید جواهر استانبول هرروز از ساعت ۱۰ تا ۲۲ است و می‌توان آن را به‌عنوان یکی از جاذبه های گردشگری استانبول در شب برشمرد.
مرکز خرید جواهر استانبول با سرمایه‌گذاری شرکت هلدینگ جواهر و شهرداری استانبول در سال ۲۰۰۵ میلادی افتتاح شد. سپس شهرداری سهم ۵۰ درصدی خود را در سال ۲۰۰۶ میلادی به یک شرکت انگلیسی با مالکان کویتی واگذار کرد. این شرکت در سال ۲۰۰۷ میلادی سهام هلدینگ جواهر را نیز از آن خود کرد و تنها صاحب این مرکز خرید شد. طراحی این مرکز خرید توسط معمار برجسته ژاپنی- آمریکایی، «مینورو یاماساکی» و با کمک معمار ترک، «یاووز ارسلان»، انجام شده است. جواهیر ترکیه با مساحت ۳۵۸,۰۰۰ متر مربع، یکی از بزرگ‌ترین مراکز خرید ترکیه و اروپا به شمار می‌رود. 
در مرکز خرید جواهر استانبول ۱۳ فروشگاه برند اختصاصی پوشاک بانوان در طبقات دوم ، سوم و چهارم وجود دارد که از مشهورترین آن‌ها می‌توان به موارد زیر اشاره کرد:
فاییک سونمز (Faik Sönmez) طبقه دوم
آکسو (Oxxo) طبقه دوم
آدل (AdL) طبقه سوم
ایپک‌یول (İpekyol) طبقه سوم
توییست (Twist) طبقه سوم
استرادیواریوس (Stradivarius) طبقه چهارم
واکو بوتیک (Vakko Boutique) طبقه چهارم
در مرکز خرید جواهر استانبول ۲۵ فروشگاه برند پوشاک بانوان و آقایان در طبقات دوم ، سوم و چهارم وجود دارد که از مشهورترین آن‌ها می‌توان به موارد زیر اشاره کرد:
لیوایز (LEVI'S) طبقه دوم
جک اند جونز (Jack&Jones) طبقه دوم
ماسیمو دیوتی (Massimo Dutti) طبقه سوم
نت‌ورک (Network) طبقه سوم
ماوی (Mavi) طبقه چهارم
برشکا (Bershka) طبقه چهارم
کولینز (Colin's) طبقه چهارم
پول اند بر (Pull&Bear) طبقه چهارم
در مرکز خرید جواهر استانبول ۱۷ فروشگاه برند پوشاک و اسباب‌بازی کودکان در طبقات دوم ، سوم، چهارم و پنجم وجود دارد که از مشهورترین آن‌ها می‌توان به موارد زیر اشاره کرد:
کوتون (Koton) طبقه دوم
دفاکتو (DeFacto) طبقه دوم
ال سی وایکیکی (LC Waikiki) طبقه دوم
پانچو (Panço) طبقه دوم
زارا (Zara) طبقه دوم
بنتون (United Colors of Benetton) طبقه دوم
گپ (GAP) طبقه سوم
ای ببک (e-bebek) طبقه سوم
منگو (Mango) طبقه سوم
تامی هیلفیگر (Tommy Hilfiger) طبقه چهارم
اسباب‌بازی تویز شاپ (Toyzz Shop) طبقه پنجم
در مرکز خرید جواهر استانبول ۱۸ فروشگاه برند کیف و کفش در طبقات دوم، سوم و چهارم وجود دارد که از مشهورترین آن‌ها می‌توان به موارد زیر اشاره کرد:
فلو (Flo) طبقه دوم
آلدو (Aldo) طبقه سوم
بامبی (Bambi) طبقه چهارم
دری‎‌مد (Derimod) طبقه چهارم
شوز اند مور (Shoes & More) طبقه چهارم
کمال تانجا (Kemal Tanca) طبقه چهارم
در مرکز خرید جواهر استانبول ۱۶ فروشگاه برند لوازم و اکسسوری منزل در طبقات اول تا سوم وجود دارد که از مشهورترین آن‌ها می‌توان به موارد زیر اشاره کرد:
هوم سوییت هوم (Home Sweet Home) طبقه اول
کاراجا (Karaca) طبقه اول
کوچتاش (Koçtaş) طبقه اول
مادام کوکو (Madame Coco) طبقه اول
انگلیش هوم (English Home) طبقه اول
اوز دیلک (Özdilek) طبقه اول
تانتی‌تونی (Tantitoni) طبقه اول
ال‌سی‌دبلیو هوم (LCW Home) طبقه دوم
زارا هوم (Zara Home) طبقه سوم
در مرکز خرید جواهر استانبول ۱۴ فروشگاه برند لوازم آرایشی و بهداشتی در طبقات اول تا چهارم وجود دارد که از مشهورترین آن‌ها می‌توان به موارد زیر اشاره کرد:
ایوروشه (Yves Rocher) طبقه اول
سفورا (Sephora) طبقه اول
گراتیس (Gratis) طبقه اول
رزمن (ROSSMANN) طبقه اول
مک (MAC Cosmetics) طبقه سوم
فلورمار (Flormar) طبقه سوم
گلدن رز (Golden Rose) طبقه چهارم
در مرکز خرید جواهر استانبول ۱۱ فروشگاه برند لوازم ورزشی در طبقات دوم و چهارم وجود دارد که از مشهورترین آن‌ها می‌توان به موارد زیر اشاره کرد:
بوینر اسپورت (Boyner Sports) طبقه دوم
آدیداس (Adidas) طبقه چهارم
پوما (Puma) طبقه چهارم
ریباک (Reebok) طبقه چهارم
اسکچرز (Skechers)طبقه چهارم
کارتال یوواسی (Kartal Yuvası) طبقه چهارم
جی اس استور (GS Store) طبقه چهارم
```
[
۱
]
[
۲
]
```

## مشخصات سازه

### نمای داخلی استانبول جواهر
مرکز خرید جواهیر در زمینی به مساحت ۶۲۴۷۵ متر مربع (۶۷۲۰۰۰ فوت مربع) با هزینه ۲۵۰ میلیون دلار آمریکا ساخته شد. مساحت کل آن ۴۲۰۰۰۰ متر مربع (۴۵۲۱۰۰۰ فوت مربع) و مساحت ناخالص قابل اجاره ۱۱۰۰۰۰ متر مربع (۱۱۸۴۰۰۰ فوت مربع) برای مغازه‌ها و رستوران‌ها است. شش طبقه خرده فروشی این مرکز خرید دارای ۳۴۳ مغازه است (برخی از آنها اولین فروشگاه‌هایی در ترکیه هستند که مارک‌های بین‌المللی خاصی را به فروش می‌رسانند). ۳۴ رستوران فست فود و ۱۴ رستوران اختصاصی.
سایر امکانات عبارتند از؛ یک سالن بزرگ برای نمایش و رویدادهای دیگر، ۱۲ سینما (شامل یک تئاتر خصوصی و یک سینما برای کودکان)، یک سالن بولینگ، یک ترن هوایی کوچک و چندین امکانات سرگرمی دیگر.
سقف شیشه ای ۲۵۰۰ مترمربعی (۲۶۹۱۰ فوت مربع) ساختمان دومین ساعت بزرگ دنیا را با ارقام سه متری (۱۰ فوت) حمل می‌کند.

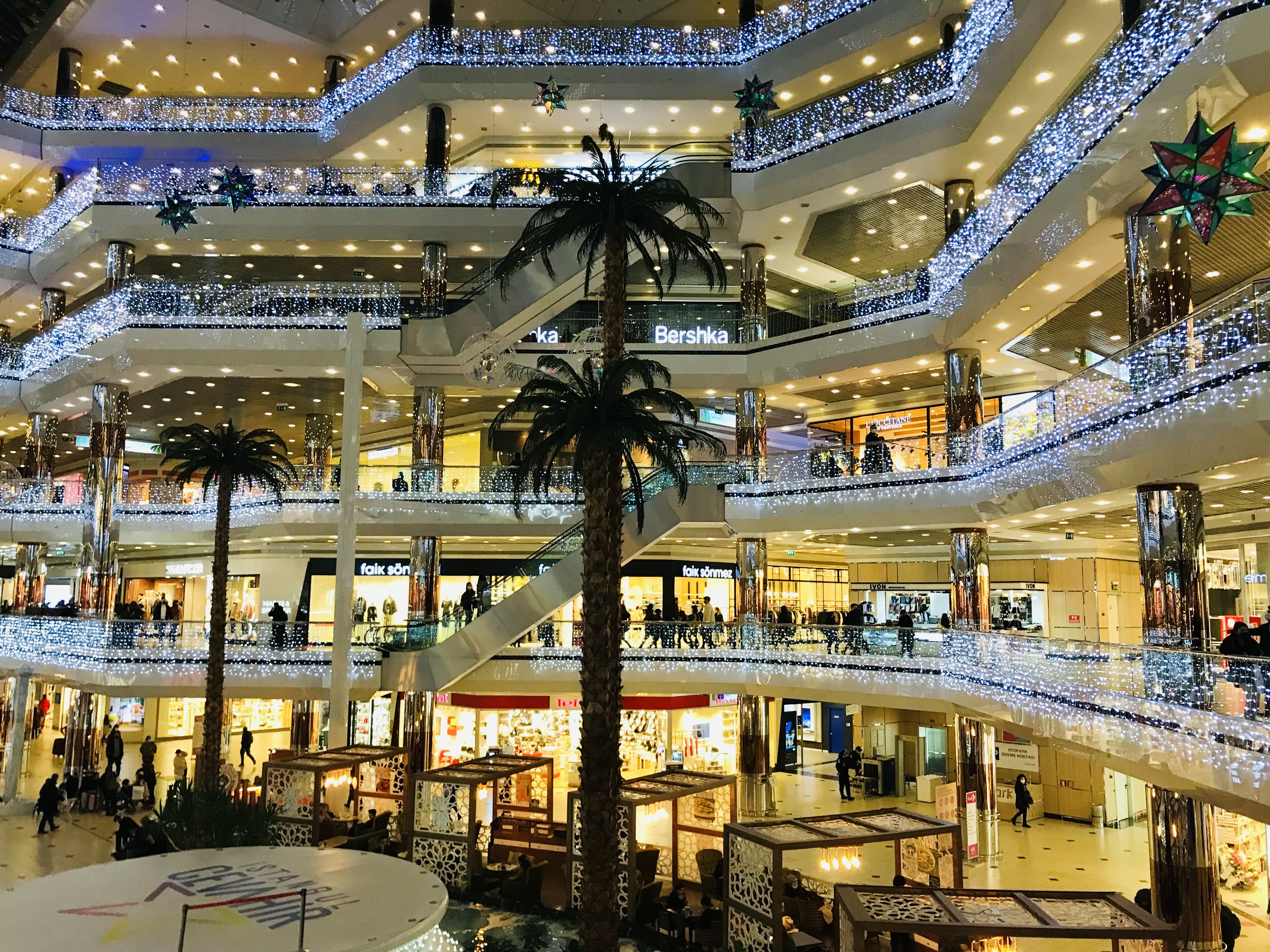
نمای درونی مرکز خرید جواهیر

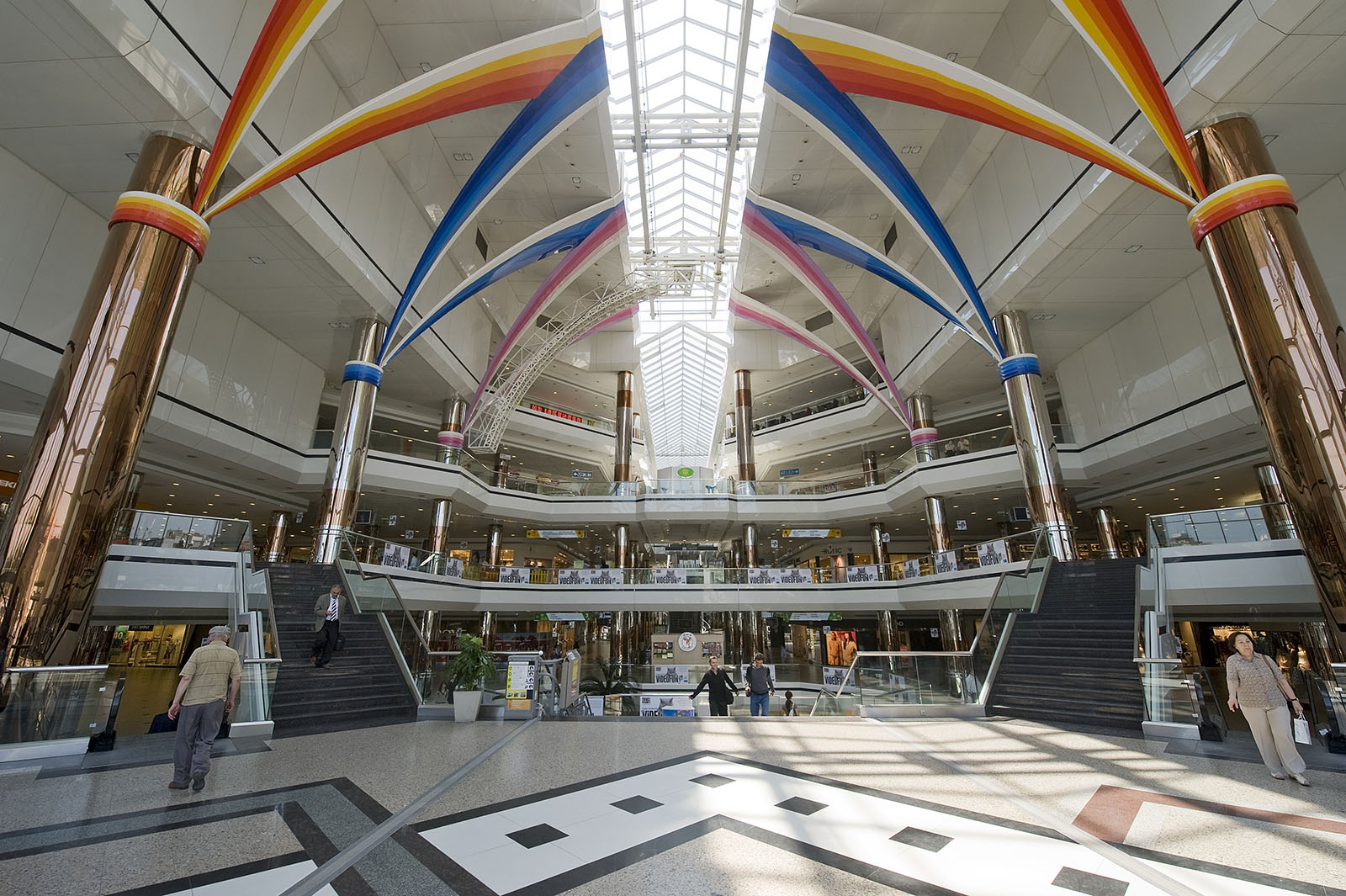
نمای درونی مرکز خرید جواهیر

پارکینگ این مرکز خرید نیز دارای مساحت ۷۱۰۰۰ متر مربع (۷۶۴۰۰۰ فوت مربع) و ظرفیت ۲۵۰۰ اتومبیل دارد که در چهار طبقه قرار گرفته‌است. en:Istanbul Cevahir#cite note-Management-4